# Alejandro Paternain
Alejandro Paternain Carozo (Montevideo, 11 de septiembre de 1933 - Montevideo, 21 de abril de 2004) fue un escritor, profesor, crítico literario y periodista uruguayo. Autor de novelas y cuentos de aventuras ambientados en el mar, y otros trabajos de ficción histórica o humorística, entre sus principales obras figuran La cacería (1994), Los fuegos del Sacramento (1998), Las aventuras de Lucy Bristol (1991) y Señor de la niebla (1993).

## Biografía
Nació en Montevideo en 1933 y vivió sus primeros años en el barrio Colón. En 1949 se afincó en el barrio costero de Punta Gorda, que en aquel entonces estaba fuera de los límites de la ciudad. La cercanía del mar y el contacto con los pescadores y su estilo de vida influyó en la temática de buena parte de su obra literaria.
A partir de 1953 cursó estudios de licenciatura en Letras en la Facultad de Humanidades de la UDELAR, donde fue discípulo de José Bergamín. Dejó la facultad dos años después e ingresó al Instituto de Profesores Artigas (IPA) de donde egresó como profesor de literatura. Dictó clases en secundaria por más de dos décadas, hasta que en 1978 la dictadura le dio de baja en el cargo y lo proscribió por razones políticas. Pudo volver a la docencia al finalizar la dictadura.
En 1967 editorial Alfa publicó su primer libro de crítica literaria, una antología y análisis de la obra de poetas uruguayos titulada 36 años de poesía uruguaya. Publicó también varios estudios críticos sobre la obra de Bécquer, Ibsen, Octavio Paz, Juan Zorrilla de San Martín, entre otros autores y temas literarios.
Fue periodista cultural y crítico literario en los diarios El País, El Observador, La Mañana y El Día; en los semanarios Marcha, La Semana, Opinar, Opción, Aquí; en las revistas Maldoror y Temas; y en publicaciones literarias de Brasil, Colombia, España, México y Venezuela.
En 1978 publicó Oficio de requiem (evocación meditativa del fallecimiento de su tío, el obispo de Florida Miguel Paternain), al año siguiente el libro de cuentos Dos rivales y una fuga, en editorial Acali y en 1980 la novela satírica Crónica del descubrimiento en Ediciones de la Banda Oriental. En este trienio, como dice el investigador Alejandro Ferrari, "como si fuera parte de un plan pergeñado, se pudo percibir su entero programa literario: la novela histórica de aventuras, la literatura paródica y humorística, y aquella zona más reflexiva que incluía pinceladas de autoficción".
En 1991 ganó el premio del Ministerio de Educación y Cultura en la categoría narrativa édita por Las aventuras de Lucy Bristol, la categoría de inéditos con otro trabajo y la categoría ensayos inéditos por Zorrilla de San Martín o la dignidad de las letras.
El grueso de su obra de ficción, ambientada en el período colonial de Uruguay, va desde la sátira humorística de Crónica del descubrimiento y La batalla del río de La Lata a las novelas de corsarios y de piratas como La cacería (sobre los corsarios de Artigas), Señor de la niebla (sobre el enfrentamiento de Bruno Mauricio de Zabala con el aventurero francés Etienne Moreau, a raíz de sus incursiones en costas de Maldonado y Rocha) y Las aventuras de Lucy Bristol (novela de corte humorístico sobre piratas). Otras novelas históricas suyas son Los fuegos del Sacramento, sobre la fundación de Colonia del Sacramento en 1680, en el marco de las disputas territoriales sobre el Río de la Plata entre el Imperio español y el portugués,
 La ciudad de los milagros, contrapunto entre el sitio de Montevideo durante la Guerra Grande y una filmación contemporánea sobre ese conflicto, y El escudo de plata, novela en la que el personaje central rememora junto a Sisigambis, madre del rey persa Dario III, su participación en las campañas militares de Alejandro Magno.
Sobre la motivación de la mayor parte de su narrativa y los elementos que la caracterizan, el mismo Paternain escribió en el prólogo de su novela corta El oro de la sierra:

El gusto por la aventura, la narración de hechos que se desencadenan generando suspenso, los escenarios abiertos, el aire libre de los tiempos históricos -cuando nuestro territorio, sujeto aún al coloniaje, constituiría sin duda una vastedad tan enigmática y solitaria como el propio protagonista-, han sido y son elementos de constante inquietud en mi obra.

Falleció en Montevideo en 2004, víctima de un tumor cerebral, a los 70 años.
En 2023 se agruparon algunos textos tempranos de su obra (escritos entre 1972 y 1978), entre que incluyen Oficio de réquiem, en el volumen Beyrouth 1274 Escritos tempranos en la editorial +Quiroga Ediciones. Ya entonces, en estos textos era posible percibir el interés por lo acuático y lo náutico.

## Obras
Narrativa
- Dos rivales y una fuga (Acali, 1979 - Ediciones de la Banda Oriental, 1986) cuentos
- Oficio de réquiem (Ediciones de la Banda Oriental, 1979)
- Crónica del descubrimiento (Ediciones de la Banda Oriental, 1980) novela
- El duende del Cachimbo (Ed. Signos, 1990) novela
- La batalla del río de La Lata (1990) novela
- Las aventuras de Lucy Bristol (1991) novela
- Señor de la niebla (1993) novela
- Aguas en Nazareth (1996) novela
- El oro de las sierras (Alfaguara, 1998) novela
- La cacería (1994 - Alfaguara, 1999) novela
- La ciudad de los milagros (1995) novela
- Los fuegos del Sacramento (Alfaguara, 1998) novela
- El escudo de plata (2001) novela
- Mamá Leticia y otros relatos (2003) cuentos

Ensayos y textos de estudio
- 36 años de poesía uruguaya (Editorial Alfa, 1967) antología y análisis
- Octavio Paz: la fijeza y el vértigo. Responsabilidades del poeta (1973)
- Bécquer (Ediciones Técnica, 1976)
- Información sobre el Nuevo Testamento (Ed. Técnica, 1977)
- Ibsen (Ed. Técnica, 1978)
- El testimonio de las letras (CLAEH, 1983)
- Zorrilla de San Martín o la dignidad de las letras (1991)